# Baie de Soufrière
Ne doit pas être confondu avec Baie de Soufrière (Sainte-Lucie).
Pour l’article homonyme, voir Soufrière.
La baie de Soufrière (en anglais : Soufrière Bay) est une baie au large de la ville de Soufrière à la Dominique.